# Сувійка
Сувійка (Vorticella) — рід інфузорій родини Vorticellidae.

## Історія дослідження
Вперше сувойка була описана Антоні ван Левенгуком у листі від 9 жовтня 1676 . У 1786 році вчений Фрідріх Мюллер описав вже 127 видів сувоїк, проте з розвитком систематики багато з них були віднесені до інших найпростіших і коловраток. Сучасне визначення сувоїк в 1838 запропонував Еренберг, і з цього часу було описано більше 80 видів сувоїк, частина з яких була вже, можливо, описана раніше під іншими назвами .

## Опис
Одиночні та колоніальні інфузорії, веде нерухомий спосіб життя. Інфузорія має дзвоникоподібну форму тіла безбарвного, жовтого або зеленого забарвлення, завдовжки 50-170 мкм. За допомогою ніжки сувійка прикріплюється до твердого субстрату (каміння, стебла рослин, раковини молюсків та покриви ракоподібних тощо), де і проводить все своє життя. При будь-якому зовнішньому впливі стеблинка миттєво коротшає, скручуючись штопором, а інфузорія стискається в маленький кульку. У верхній частині сувійки навколо ротової воронки двома рядами розташовуються вії, утворюючи подвійну спіраль.

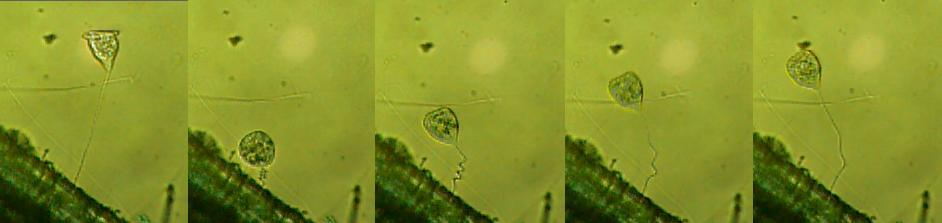
Послідовність скорочення та випрямлення сувійки

## Спосіб життя
Сувійки мешкають в прісних водоймах, де, як правило, тримаються групами. Значну частину свого життя проводять в прикріпленому стані, а розселення здійснюється у стадії бродяжки. При несприятливих умовах сувійки здатні утворювати цисту, тобто покриватися щільною оболонкою. Живиться сувійка бактеріями.

## Розмноження
Розмножуються сувійки за допомогою безстатевого розмноження — поперечного ділення. При діленні у нижній частині сувійки виникає кільце вій; війчасті кільця на передньому кінці тіла втягуються всередину, і нова інфузорія відокремлюється від стеблинки. Така бродяжка може плавати кілька годин, а потім прикріплюється до субстрату. У неї виростає стеблинка, розправляються ряди війок на передньому кінці і починається процес харчування. Крім безстатевого розмноження зустрічається і статевий — копуляція, при якому зливаються великі нерухомі форми (макрогонідії) з маленькими вільноживучими (мікрогонідіями).

## Галерея
- Відео

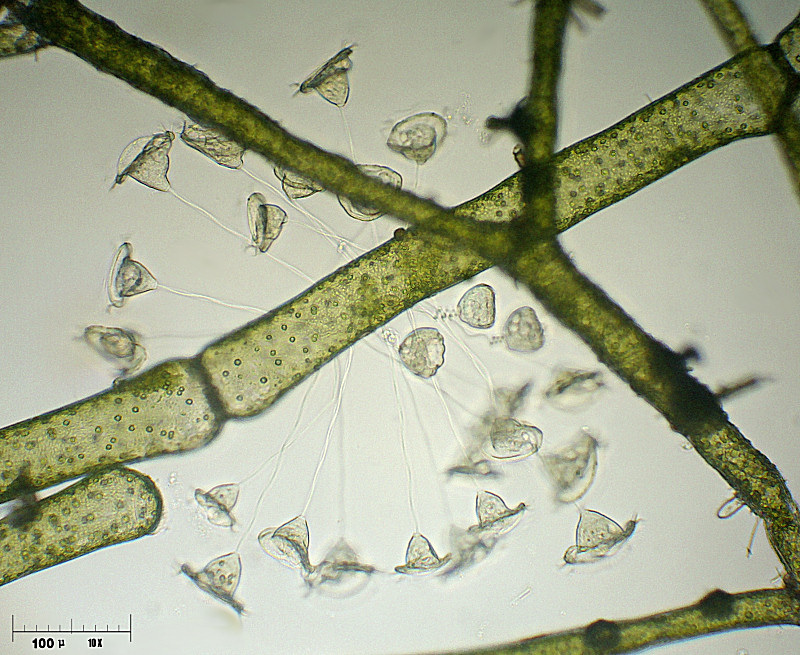
Vorticella campanula
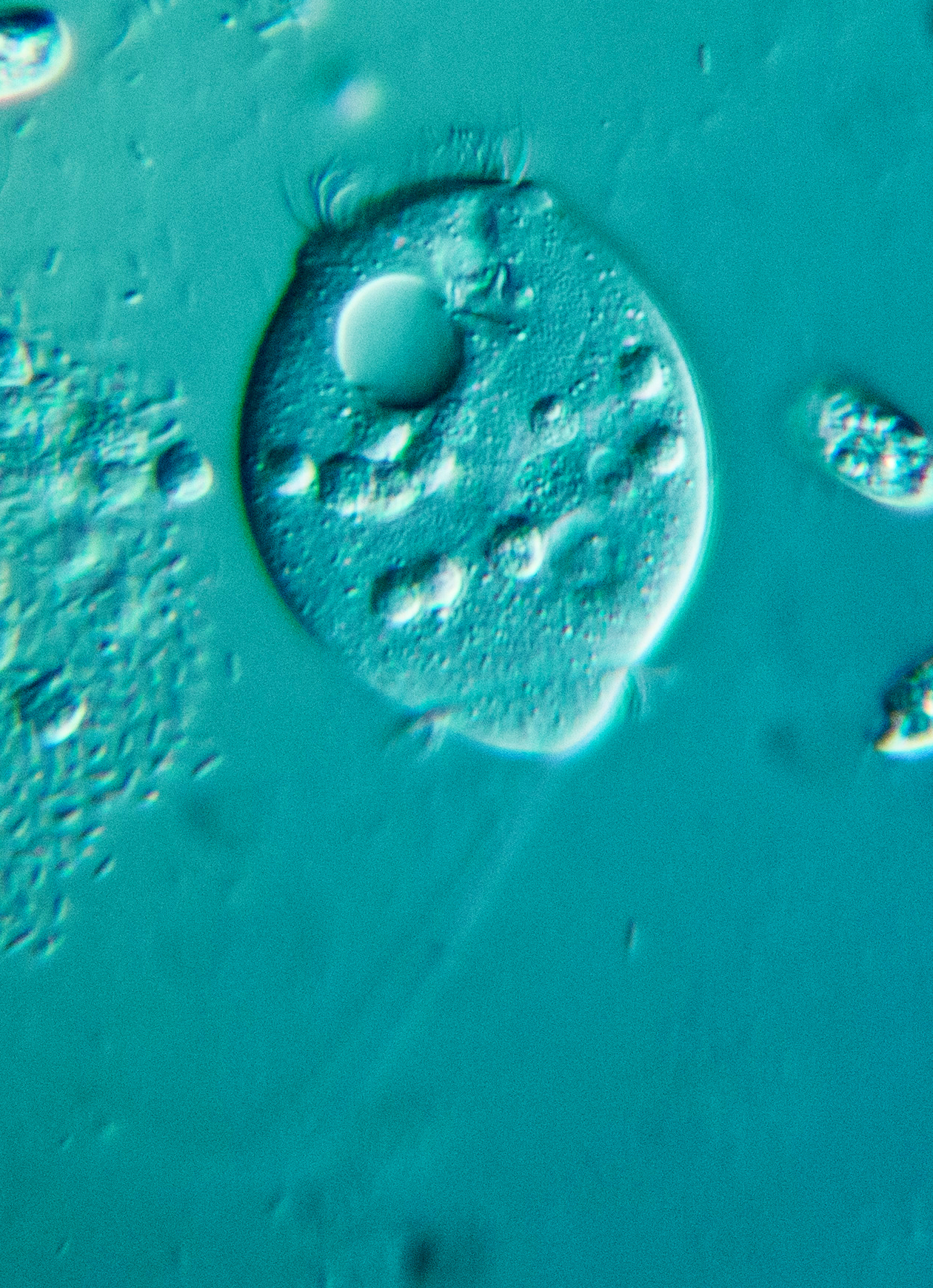
Vorticella infusionum
- Vorticella monilata

## Види
- Vorticella aequilata Kahl, 1939
- Vorticella alba de Fromentel, 1874
- Vorticella anabaena Stiller, 1940
- Vorticella annulata Gourret & Roeser, 1888
- Vorticella anomala Gourret & Roeser, 1886
- Vorticella biddulphae Stiller, 1939
- Vorticella calciformis Kahl, 1933
- Vorticella campanula Ehrenberg, 1831
- Vorticella campanulata Sramek-Husek, 1948
- Vorticella chydoridicola Sramek-Husek, 1946
- Vorticella communis Fromentel, 1874
- Vorticella convallaria Linnaeus, 1758
- Vorticella cratera Kent, 1881
- Vorticella cylindrica Dons, 1915
- Vorticella dubia de Fromentel, 1874
- Vorticella dudekemi Kahl, 1933
- Vorticella elongata Fromentel, 1874
- Vorticella fornicata Dons, 1915
- Vorticella fromenteli Kahl, 1935
- Vorticella fusca Precht, 1935
- Vorticella granulata Kahl, 1933
- Vorticella hamata Ehrenberg, 1831
- Vorticella infusionum Dujardin, 1841
- Vorticella jaerae Precht, 1935
- Vorticella lima Kahl, 1933
- Vorticella longifilum Kent, 1881
- Vorticella longiseta Dietz, 1964
- Vorticella longitricha Gajewskaja, 1933
- Vorticella mayeri Faure-Fremiet, 1920
- Vorticella microstoma Ehrenberg, 1830
- Vorticella mortensi Dons, 1922
- Vorticella nebulifera O.F. Müller, 1786
- Vorticella nutans O.F. Müller, 1773
- Vorticella obconica Kahl, 1935
- Vorticella octava Stokes, 1885
- Vorticella ovum Dons, 1917
- Vorticella parapulchella Sun, Song, Clamp & Al-Rasheid, 2006
- Vorticella patellina O.F. Müller, 1776
- Vorticella platysoma Stokes, 1887
- Vorticella procumbens de Fromentel, 1874
- Vorticella pulchella Sommer, 1951
- Vorticella pulchra Kahl, 1933
- Vorticella punctata Dons, 1917
- Vorticella pyriforme Stiller, 1939
- Vorticella robusta Dons, 1922
- Vorticella striata Dujardin, 1841
- Vorticella striatula Dons, 1915
- Vorticella subprocumbens Ghosh, 1922
- Vorticella telescopica Kent, 1861
- Vorticella teninucleata Dons, 1922
- Vorticella undulata (Dons, 1918) Kahl, 1935
- Vorticella urceolaris Linnaeus, 1767
- Vorticella verrucosa Dons, 1915}}